# Eleições estaduais na Bahia em 1934
As eleições estaduais na Bahia em 1934 ocorreram em 14 de outubro como parte das eleições gerais no Distrito Federal, em 20 estados e nos territórios federais. Foram eleitos 25 deputados federais e 42 deputados estaduais.

## Deputados federais eleitos
São relacionados os candidatos eleitos com informações complementares do Repositório de Dados Eleitorais do TSE.
| Deputados federais eleitos          | Partido                   | Votação | Percentual | Cidade onde nasceu | Unidade federativa |
| Alfredo Pereira Mascarenhas         | PSD                       |         |            |                    |                    |
| Altamirando Requião                 | PSD                       |         |            |                    |                    |
| Medeiros Neto                       | PSD                       |         |            |                    |                    |
| Arnold Ferreira da Silva            | PSD                       |         |            |                    |                    |
| Artur Neiva                         | PSD                       |         |            |                    |                    |
| Átila do Amaral                     | PSD                       |         |            |                    |                    |
| Clemente Mariani                    | PSD                       |         |            |                    |                    |
| Francisco Rocha                     | PSD                       |         |            |                    |                    |
| Francisco Peixoto de Magalhães Neto | PSD                       |         |            |                    |                    |
| Francisco Prisco de Sousa Paraíso   | PSD                       |         |            |                    |                    |
| João da Costa Pinto Dantas          | PSD                       |         |            |                    |                    |
| João Mangabeira                     | Legenda Otávio Mangabeira |         |            |                    |                    |
| João Marques dos Reis               | PSD                       |         |            |                    |                    |
| João Pacheco de Oliveira            | PSD                       |         |            |                    |                    |
| José Joaquim Seabra                 | Legenda Otávio Mangabeira |         |            |                    |                    |
| Lauro de Almeida Passos             | PSD                       |         |            |                    |                    |
| Luís Viana Filho                    | Legenda Otávio Mangabeira |         |            |                    |                    |
| Manuel Leôncio Galrão               | PSD                       |         |            |                    |                    |
| Manoel Novaes                       | PSD                       |         |            |                    |                    |
| Nelson Crescencio Xavier            | PSD                       |         |            |                    |                    |
| Otávio Mangabeira                   | Legenda Otávio Mangabeira |         |            |                    |                    |
| Pedro Calmon                        | Legenda Otávio Mangabeira |         |            |                    |                    |
| Pedro Francisco Rodrigues do Lago   | Legenda Otávio Mangabeira |         |            |                    |                    |
| Rafael de Menezes Silva             | Legenda Otávio Mangabeira |         |            |                    |                    |
| Rafael Cincorá de Andrade           | PSD                       |         |            |                    |                    |

## Deputados estaduais eleitos
Estavam em jogo 42 cadeiras na Assembleia Legislativa da Bahia.
| Deputados estaduais eleitos       | Partido                   | Votação | Percentual | Cidade onde nasceu | Unidade federativa |
| Alberico Fraga                    | PSD                       |         |            |                    |                    |
| Alfredo Gonçalves do Amorim       | PSD                       |         |            |                    |                    |
| Aliomar Baleeiro                  | PSD                       |         |            |                    |                    |
| Álvaro Martins Catarino           | Legenda Otávio Mangabeira |         |            |                    |                    |
| Aníbal Muniz Sylvany              | Legenda Otávio Mangabeira |         |            |                    |                    |
| Antônio Balbino                   | Legenda Otávio Mangabeira |         |            |                    |                    |
| Antônio Cordeiro de Miranda       | PSD                       |         |            |                    |                    |
| Antônio do Amaral Ferrão Muniz    | PSD                       |         |            |                    |                    |
| Arthur Cezar Berenguer            | PSD                       |         |            |                    |                    |
| Augusto Públio Pereira            | Legenda Otávio Mangabeira |         |            |                    |                    |
| Carlos Antunes Teixeira           | PSD                       |         |            |                    |                    |
| Carlos Marques Monteiro           | PSD                       |         |            |                    |                    |
| Crescencio Antunes da Silveira    | PSD                       |         |            |                    |                    |
| Crescencio Guimarães Lacerda      | PSD                       |         |            |                    |                    |
| Demerval Oliveira Viana           | PSD                       |         |            |                    |                    |
| Domingos Veloso                   | PSD                       |         |            |                    |                    |
| Edison Ribeiro                    | Legenda Otávio Mangabeira |         |            |                    |                    |
| Elpidio Raymundo da Nova          | PSD                       |         |            |                    |                    |
| Elisio de Moura Medrado           | PSD                       |         |            |                    |                    |
| Fábio Augusto Rodrigues da Costa  | Legenda Otávio Mangabeira |         |            |                    |                    |
| Francisco José Fernandes          | PSD                       |         |            |                    |                    |
| Gilberto Valente                  | Legenda Otávio Mangabeira |         |            |                    |                    |
| Humberto Pacheco de Miranda       | PSD                       |         |            |                    |                    |
| Jayme Junqueira Ayres             | Legenda Otávio Mangabeira |         |            |                    |                    |
| João da Costa Pinto Dantas Junior | PSD                       |         |            |                    |                    |
| José de Freitas Jatobá            | PSD                       |         |            |                    |                    |
| Manoel Caetano da Rocha Passos    | PSD                       |         |            |                    |                    |
| Manoel de Matos Correa de Menezes | PSD                       |         |            |                    |                    |
| Manoel Duarte de Oliveira Junior  | Legenda Otávio Mangabeira |         |            |                    |                    |
| Manoel Pinto de Aguiar            | PSD                       |         |            |                    |                    |
| Maria Luiza Bittencourt           | PSD                       |         |            |                    |                    |
| Mário Castro Rebello              | PSD                       |         |            |                    |                    |
| Mário Peixoto                     | Legenda Otávio Mangabeira |         |            |                    |                    |
| Nelson Aires da Silva             | PSD                       |         |            |                    |                    |
| Nestor Duarte                     | Legenda Otávio Mangabeira |         |            |                    |                    |
| Otávio Pedreira da Silva          | PSD                       |         |            |                    |                    |
| Oscar Tantú                       | PSD                       |         |            |                    |                    |
| Ovídio Antunes Teixeira           | PSD                       |         |            |                    |                    |
| Rafael Jambeiro                   | Legenda Otávio Mangabeira |         |            |                    |                    |
| Raymundo Rocha                    | Legenda Otávio Mangabeira |         |            |                    |                    |
| Vicente Pacheco de Oliveira       | PSD                       |         |            |                    |                    |
| Walter Pimentel Bittencourt       | PSD                       |         |            |                    |                    |